# Steven Coppola
Steven Coppola, né le 22 mai 1984 à Buffalo (New York), est un rameur d'aviron américain. 

## Carrière
Steven Coppola a participé aux Jeux olympiques de 2008 à Pékin. Il a remporté la médaille de bronze  avec le huit américain composé de Beau Hoopman, Matt Schnobrich, Micah Boyd, Wyatt Allen, Daniel Walsh, Josh Inman, Bryan Volpenhein et Marcus McElhenney.